# Yehuda Zvi Yabzrov
Yehuda Zvi Yabzrov, também conhecido como Yehuda Zvi Bar Moshe, foi um rabino, conferencista e sionista nascido em Miecislau, na Bielorrússia. Tornou-se bem conhecido na Rússia por sua atuação como propagandista nacionalista judeu e também pregador tradicional (maggid). Foi um dos primeiros e mais importantes membros do Hovevei Zion e um dos principais pregadores sionistas de sua época.

## Biografia
Morreu em Tel Aviv na primavera de 1935, e foi enterrado no Cemitério Trumpeldor, em local mantido pela Hevra Kadisha de Tel Aviv. No epitáfio de sua lápide está escrito: "Um dos primeiros pregadores do Hovevei Zion".